# California Gurls
California Gurls је песма америчке певачице Кејти Пери и водећи сингл њеног трећег студијског албума, Teenage Dream (2010). У песми гостује репер Снуп Дог. Оба извођача су учествовала у писању песме, заједно са Бони Маки и ко-продуцентима Др Луком и Максом Мартином, са помоћи Бенија Бланка у продукцији. Како је Пери рекла, California Gurls је одговор на песму Empire State of Mind (2009), Џеј-Зија и Алише Киз. ово је диско-поп и фанк-поп песма са утицајем новог таласа и електропопа. Текст представља оду Калифорнији, савезној држави у којој су се Кејти Пери и Снуп Дог родили.
California Gurls је углавном добио позитивне критике музичких критичара, а већина њих је песму описало као „летњу химну”, а већина критичара је похвалило продукцију и хор.